# Sten Lassmann
Sten Lassmann, né le 26 mai 1982, est un pianiste estonien. Il est le fils du pianiste Peep Lassmann.

## Discographie
Sten Lassmann a enregistré une intégrale en 5 CD de l’œuvre de Heino Eller sur le label Toccata Classics.